# Alina Cojocaru

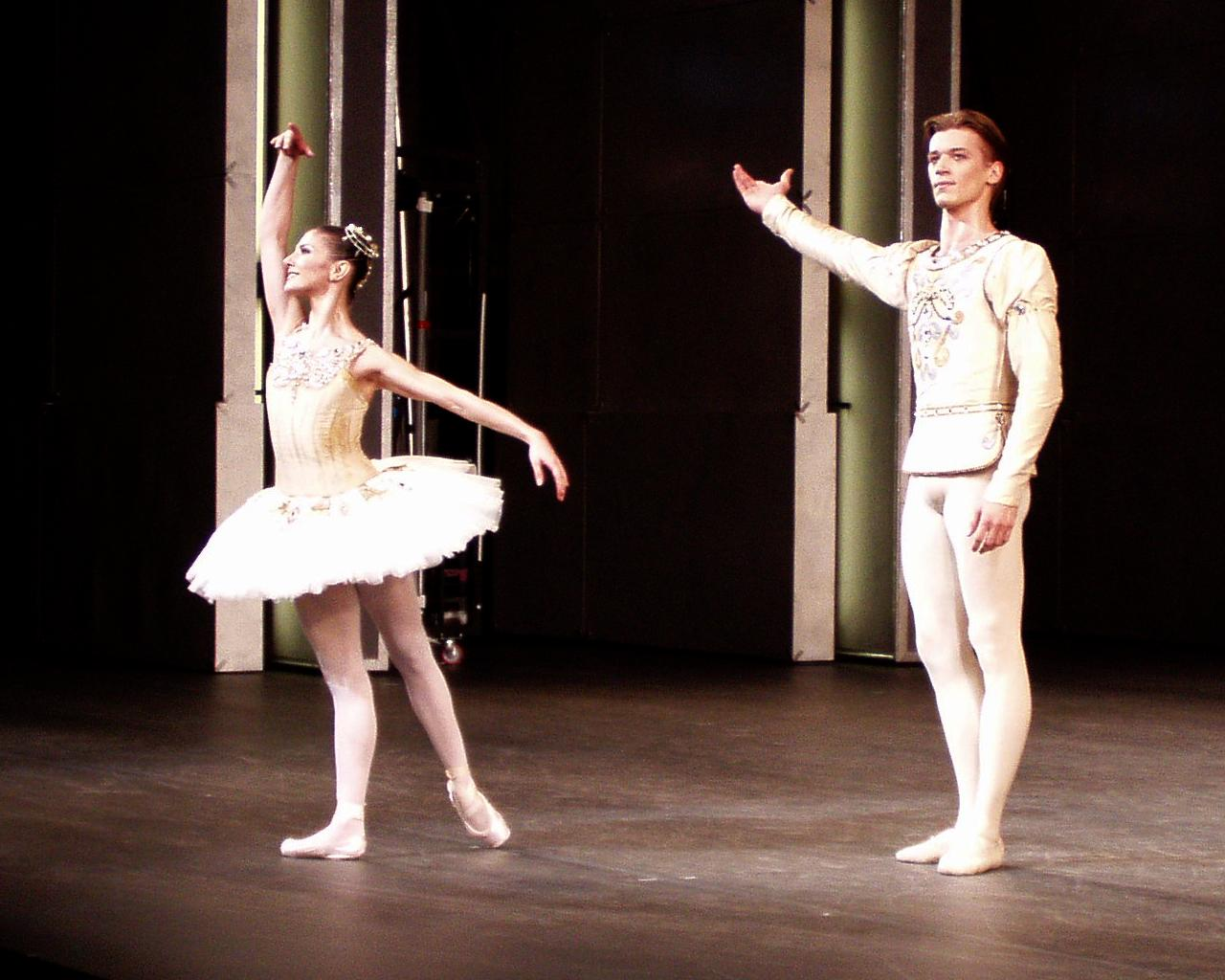
Alina Cojocaru und Rupert Pennefather

Alina Cojocaru (* 27. Mai 1981 in Bukarest) ist eine rumänische Balletttänzerin. Sie war Erste Solistin (principal dancer) beim Royal Ballet in London.

## Leben
Cojocaru nahm von früher Kindheit an Tanzunterricht, ohne jedoch jemals eine Ballettaufführung gesehen zu haben. Mit neun Jahren erhielt sie ein Stipendium an der Ballettschule des Kiewer Balletts. Ohne Kenntnisse der Landessprache begann sie ihre Ausbildung, nach einem Jahr erhielten sie und ihre rumänischen Mitschüler russischen Schulunterricht.
Nach ihrer Ausbildung in Kiew kam sie 1997 durch ein Stipendium des Prix de Lausanne an die Londoner Royal Ballet School. 1998 erhielt Cojocaru ihr erstes Engagement als Solistin am Kiewer Ballett. 1999 wurde sie Mitglied Solistin des Royal Ballet, 2001 wurde sie zur Ersten Solistin ernannt. Alina Cojocaru trat auch als Gasttänzerin mit dem Kirow-Ballett, dem American Ballet Theatre, dem Hamburg Ballett, dem Königlich Dänischen Ballett und dem Ungarischen Nationalballett auf. 
Ende der Saison 2012/2013 verließ Cojocaru das Royal Ballet. Ihre letzte Vorstellung auf der Londoner Bühne war am 5. Juni 2013 in Mayerling.
Cojocaru wurde im Oktober 2017 Mutter einer Tochter und kehrte im Februar 2018 an die Bühne zurück. Im Dezember 2018 tritt sie im Londoner Coliseum in Repertoire-Aufführungen von Nussknacker, Schwanensee und Manon auf.

## Privatleben
Cojocaru lebt mit ihrem Verlobten, Johann Kobborg, ebenfalls Führender Tänzer (principal dancer) am Royal Ballet in London, zusammen. Nachdem sie begann, die meisten Rollen mit ihm als Partner zu tanzen, gaben die beiden 2005 offiziell bekannt, dass sie ein Paar sind. An ihrem 30. Geburtstag machte ihr Johann Kobborg einen Antrag auf der Bühne der Metropolitan Opera in New York. Kurz danach wurde ihre Verlobung bekannt gegeben.

## Preise und Ehrungen
- 1997: Prix de Lausanne (Gewinnerin)
- 2002: Rittermedaille von Rumänien, verliehen vom damaligen rumänischen Präsidenten Ion Iliescu
  - Critics’ Circle Dance Award (Beste Tänzerin)
- 2004: Nijinsky-Award (Beste Tänzerin)
  - Prix Benois de la Danse (Beste Tänzerin)
  - Movimentos-Tanzpreis (Beste Tänzerin)
- Internationaler Ballettwettbewerb in Nagoya (Goldmedaille)
- 2012: Benois de la Danse (beste Tänzerin) für ihre Darstellung der Julie in John Neumeiers Ballett Liliom
- 2020: Tänzerin des Jahres der Zeitschrift Tanz wurde sie für ihre Darbietung von John Neumeiers Version von Tennessee Williams’ Theaterstück Die Glasmenagerie in Hamburg[2]

## Filmografie
- 2001: Der Nussknacker (Klara)
  - DVD-Produktion des Royal Ballet London, Naxos Deutschland GmbH, Choreografie von Peter Wright
- 2008: Giselle (Titelrolle)
  - DVD-Produktion des Royal Ballet London, Naxos Deutschland GmbH, Choreografie von Peter Wright
- 2008: Dornröschen (Aurora)
  - DVD-Produktion des Royal Ballet London, Naxos Deutschland GmbH, Choreografie von Monica Mason
- 2014: Le corsaire (Medora)
  - English National Ballet, Choreografie von Anna-Marie Holmes
- 2024: Die Glasmenagerie (Laura Rose Wingfield)
  - Hamburg Ballett, Choreografie von John Neumeier